# Paul Seelig
Paul Seelig, född 5 oktober 1900 i Köpenhamn, död 5 augusti 1931 i Cannes, var en svensk skådespelare. Han var son till skådespelaren och turnéledaren Emil von der Osten och Lotten Lundberg-Seelig. Han var även verksam under pseudonymen "Paul van der Osten".
Seelig filmdebuterade som 13-åring i Mauritz Stillers En pojke i livets strid. Han lämnade Sverige i slutet av 1920-talet för att filma först i Tyskland, därefter hos Paramount i Paris. Sommaren 1931 blev han offer för ett "crime passionnel" på Rivieran. En ung dam som ansåg sig försmådd giftmördade honom.

## Filmografi i urval
- 1913 – En pojke i livets strid
- 1921 – En vildfågel
- 1922 – Vem dömer
- 1923 – Johan Ulfstjerna
- 1924 – Folket i Simlångsdalen
- 1925 – Karl XII
- 1925 – Bröderna Östermans huskors
- 1925 – När Bengt och Anders bytte hustrur
- 1926 – Lyckobarnen
- 1926 – Min fru har en fästman
- 1926 – Sven Klingas levnadsöde
- 1927 – Arnljot
- 1931 – Trådlöst och kärleksfullt
- 1931 – Generalen